# 黑鳃梅童鱼
黑鳃梅童鱼（学名：Collichthys niveatus）为輻鰭魚綱鱸形目鱸亞目石首鱼科梅童鱼属的鱼类，俗名大棘头、烂头宝、大头宝。分布于朝鲜西海岸以及中国东海、黄海等海域，體長可達15公分。该物种的模式产地在旅顺。

## 外部連結
- 黑鳃梅童鱼的圖片